# Točál
Točál (persky توچال) je hora o nadmořské výšce 3964 metrů a středisko zimních sportů, v pohoří Alborz v severním Íránu. 

## Poloha a okolí
Točál se nalézá severně od hlavního města Teheránu, v jeho bezprostřední blízkosti. Od roku 1977 spojuje 12 kilometrů dlouhá kabinková lanovka Teherán s horní částí hory, kde je středisko zimních sportů. V nadmořské výšce 3545 metrů se nachází hotel. Na vrcholu hory je hliníkové iglú na ochranu před povětrnostními vlivy. Hora leží v centrálním pohoří Alborz, západně od Damávandu, nejvyššího vrcholu v Íránu. 